# Du rock 'n' roll au rhythm 'n' blues
Albums de Eddy Mitchell
Toute la ville en parle... Eddy est formidable
(1964) Perspective 66
(1966)
Singles
1. J'ai perdu mon amour
Sortie : avril 1965
2. Je t'en veux d'être belle
Sortie : juin 1965

Du rock 'n' roll au rhythm 'n' blues est le cinquième album studio d'Eddy Mitchell sorti en mai 1965.

## Histoire
Pour cet album enregistré à Londres au studio Pye, avec le London All Star, Eddy Mitchell, sans se renier, choisit de faire évoluer son style afin d'élargir son public. Un choix qu'il assume et revendique, oscillant au gré des morceaux entre sa fidélité au rock 'n' roll et son nouveau genre, le rhythm 'n' blues. 
Au cours des sessions d'enregistrement, le guitariste Big Jim Sullivan présente à Eddy Mitchell un jeune confrère nommé James Patrick Page : « C'est un jeune guitariste qui a envie de jouer ; si cela ne te plait pas, il refuse d'être payé ». L'inconnu a joué sur l'ensemble des morceaux et bientôt se fait connaître sous le nom de Jimmy Page.
Du rock'n'roll il en est question avec (notamment), les titres Caldonia, J'ai tout mon temps (respectivement adapté d'un classique de Louis Jourdan et de Great Balls of Fire de Jerry Lee Lewis), ou encore l'original Si tu n'étais pas mon frère écrit Par Guy Magenta et Ralph Bernet. Les titres rhythm'n'blues, Rendez-vous, Tu ne peux pas [...], alternent avec des morceaux plus pop (Personne au monde, J'ai tout mon temps) et quelques ballades dont J'avais deux amis (sur le thème musical de St. James Infirmary), poignant hommage à Eddie Cochran et Buddy Holly disparus tragiquement.
Au cours de ses mêmes séances studios, Eddy Mitchell enregistre (avec encore Jimmmy Page à la guitare) deux titres qui longtemps demeurent des raretés dans la discographie du chanteur, What'd I Say et Les filles de magazines.
Durant ces sessions studio, parallèlement au disque de Mitchell, le London All Starr enregistre l'album British Percussion, qui comprend trois morceaux composés par Bobby Graham et Jimmy Page.

## Liste des titres
| No  | Titre                                                  | Paroles                        | Musique                                | Durée |
| --- | ------------------------------------------------------ | ------------------------------ | -------------------------------------- | ----- |
| 1.  | J'ai perdu mon amour (You've Lost That Lovin' Feelin') | Georges Aber (adaptation)      | Phil Spector, Barry Mann, Cynthia Weil | 3:24  |
| 2.  | Caldonia (adaptation française de Caldonia)            | Claude Moine (adaptation)      | Louis Jordan                           | 2:07  |
| 3.  | La fenêtre                                             | Claude Moine                   | Jean-Pierre Bourtayre, Pierre Saka     | 2:16  |
| 4.  | Barbe-Bleue (Lovin' up A Storm)                        | Claude Moine (adaptation)      | Luther Dixon                           | 2:01  |
| 5.  | Rendez-vous (Down The Line)                            | Claude Moine (adaptation)      | Roy Orbison                            | 2:15  |
| 6.  | J'avais deux amis (St. James Infirmary)                | Jacques Chaumelle (adaptation) | Traditionnel                           | 3:25  |
| 7.  | Tu ne peux pas (I'm Crying)                            | Claude Carrère (adaptation)    | Alan Price, Eric Burdon                | 2:27  |
| 8.  | Je t'en veux d'être belle                              | Pierre Saka                    | Jean Renard                            | 2:30  |
| 9.  | Personne au monde (Talkin' Bout You)                   | Claude Moine (adaptation)      | Ray Charles                            | 3:19  |
| 10. | Je ne veux pas le croire                               | Claude Moine, Jean Bouchety    | Jean-Pierre Bourtayre, Pierre Saka     | 2:31  |
| 11. | J'ai tout mon temps (Great Balls of Fire)              | Claude Moine (adaptation)      | Jack Hammer, Otis Blackwell            | 1:43  |
| 12. | Si tu n'étais pas mon frère                            | Ralph Bernet                   | Guy Magenta                            | 2:32  |

### Titre bonus (réédition CD)
Ce titre est sorti en super 45 tours à l'époque,.
| No  | Titre                      | Paroles      | Musique     | Durée |
| --- | -------------------------- | ------------ | ----------- | ----- |
| 13. | La photo des jours heureux | Frank Gérald | Jean Renard | 1:55  |

## Crédits

### Musiciens
- Chant : Eddy Mitchell
- Guitares : Big Jim Sullivan, Jimmy Page
- Basse : Alan Weighell
- Batterie : Bobby Graham
- Piano : Redge Guest

### Production
- Direction, arrangements : Jean Bouchéty
- Photographie : Tony Frank